# اوگاندا ۱۲۷۹

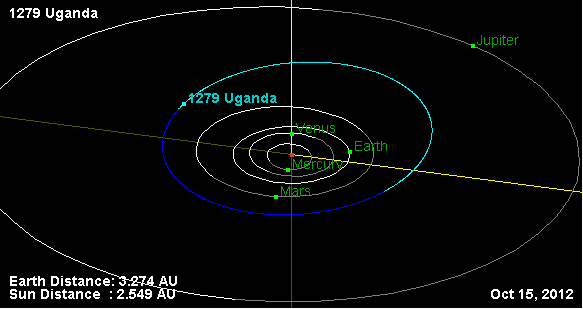
نگاره‌ای از محل قرارگرفتن سیارک ۱۲۷۹ در مدار

سیارک ۱۲۷۹ (به انگلیسی: 1279 Uganda، نامگذاری:1933LB) هزار و دویست و هفتاد و نهمین سیارک کشف شده‌است که در ۱۵ ژوئن ۱۹۳۳ کشف شد.
قدر مطلق سیارک برابر ۱۲٫۵۱ است.